# 비토리오 미엘레

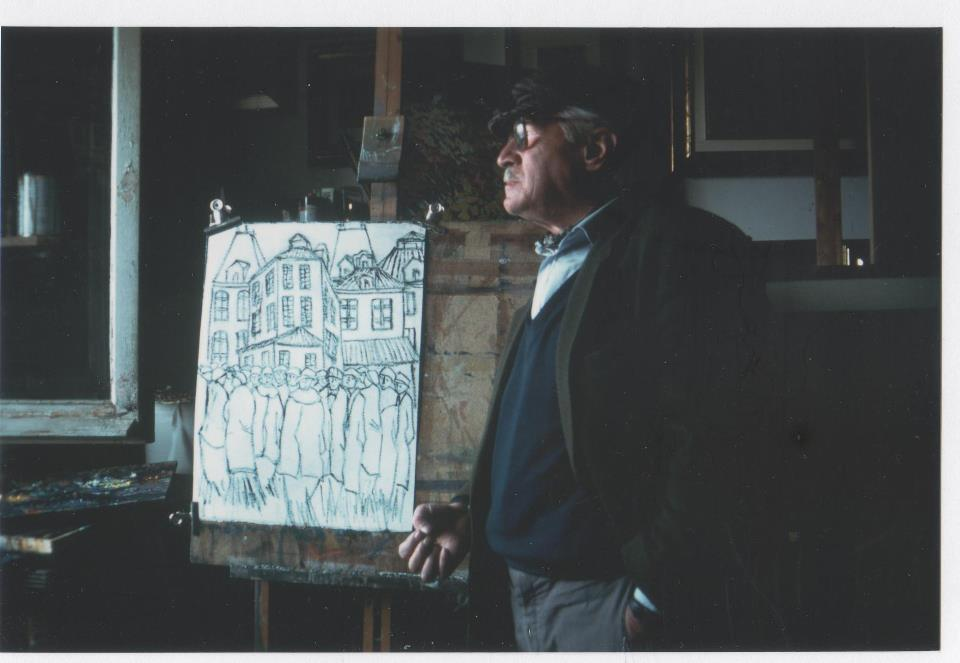
비토리오 미엘레

비토리오 미엘레(Vittorio Miele, 1926년 11월 24일 카시노 ~ 1999년 11월 18일 카시노)는 이탈리아의 화가이다.
그의 아버지와 여동생은 제2차 세계 대전에서 일어난 몬테카시노 전투에서 사망했으며 그의 어머니는 부상으로 인해 사망했다. 그의 그림들은 프랑스와 이탈리아에서 열린 미술 전람회에서 전시되었으며 나중에 많은 출품작들이 미국과 유럽에서 선보였다. 1991년에는 유럽 의회에 작품을 출품하였다.